# Susana Duijm
Carmen Susana Duijm Zubillaga (Barcelona, 11 agosto 1936 – Porlamar, 18 giugno 2016) è stata una modella, attrice e conduttrice televisiva venezuelana, vincitrice del concorso di bellezza Miss Mondo 1955.

## Biografia
Ex Miss Venezuela, Susana Duijm è stata la prima sudamericana a vincere il concorso di Miss Mondo, che quell'anno si tenne a Londra. La Duijm fu anche semifinalista al concorso Miss Universo 1955.
Dopo l'anno di regno, la Duijim iniziò una carriera di attrice e presentatrice per la televisione venezuelana.
Sua figlia, Carolina Cerruti è stata la rappresentante venezuelana per Miss Mondo nel 1983, concorso tenutosi a Londra il 17 novembre 1983.